# Суворовка (Новгородская область)
Суворовка — деревня в Грузинском сельском поселении Чудовского района Новгородской области России.

## География
Деревня находится в 10 км от Краснофарфорного на реке Соснинка.
На окраине деревни расположена железнодорожная станция Дубцы.

## Население
По данным администрации Грузинского сельсовета, на 1 января 2005 г. в деревне Суворовка Чудовского района зарегистрировано 211 человек
| 2010 |
| ---- |
| 55   |